# Bill Torrey

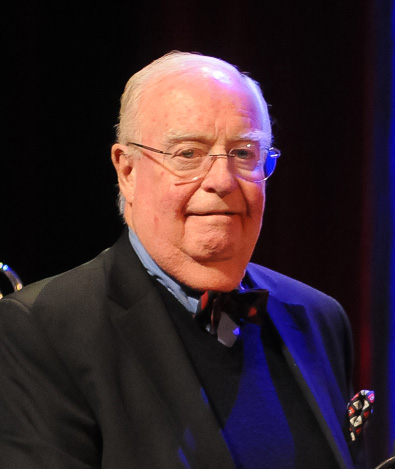
Bill Torrey, 2015

William Arthur „Bill“ Torrey (* 23. Juni 1934 in Montréal, Québec; † 2. Mai 2018 in West Palm Beach, Florida) war ein kanadischer Eishockeyfunktionär. Als General Manager war er 20 Jahre lang bei den New York Islanders in der National Hockey League tätig und führte das Team von 1980 bis 1983 zu vier aufeinander folgenden Stanley-Cup-Siegen. Zudem fungierte er kurzzeitig als General Manager der California Golden Seals und war langjähriger Präsident der Florida Panthers. 1995 wurde er in die Hockey Hall of Fame gewählt.

## Karriere
Bill Torrey wurde in Montréal geboren und spielte auf College-Niveau aktiv Eishockey, als er Anfang der 1950er Jahre an der St. Lawrence University in New York Psychologie und Wirtschaftswissenschaften (business) studierte. Der Sprung ins Sportmanagement gelang ihm in der Folge bei den Pittsburgh Hornets aus der American Hockey League, bei denen er unter anderem für den Marketing-Bereich verantwortlich war. 1968 wurde er von den erst im Jahr zuvor gegründeten Oakland Seals aus der National Hockey League (NHL) als Executive Vice President angestellt. Bei den Seals, die ihren Namen wenig später in California Golden Seals änderten, fungierte er in der Folge auch als General Manager, bevor er im Dezember 1970 nach Meinungsverschiedenheiten mit Eigentümer Charles O. Finley von seinen Ämtern zurücktrat.
1972 wurde Torrey zum ersten General Manager der neu gegründeten New York Islanders ernannt, bei denen er im Laufe der nächsten 20 Jahre eine Ära prägen sollte. Ihm gelang es innerhalb weniger Jahre, einen konkurrenzfähigen Kader zusammenzustellen, so erreichten die Islanders bereits in ihrer dritten Spielzeit die Playoffs und scheiterten dort erst im Conference-Finale am späteren Meister aus Philadelphia. In der Folge gewann das Team aus Long Island im Jahre 1980 seinen ersten Stanley Cup und etablierte sich zugleich als Maß der Dinge in der NHL, so feierten die Islanders bis 1983 vier Stanley-Cup-Siege in Serie, was zuvor nur den Canadiens de Montréal gelungen war und bis heute keine dritte Mannschaft vollbrachte. Ferner stellten die Islanders mit 19 in Folge gewonnenen Playoff-Serien einen NHL-Rekord auf. Zu den namhaften Akteuren, die Torrey im Aufgebot dieser NHL-Dynastie vereinte, zählen unter anderem Bryan Trottier, Mike Bossy, Denis Potvin, Clark Gillies, Billy Smith und Trainer Al Arbour, die später allesamt zu Hall-of-Fame-Mitgliedern wurden, sowie Ken Morrow, Bob Nystrom, Butch Goring und John Tonelli. Für seine Verdienste um den Eishockeysport in den USA wurde Torrey 1983 mit der Lester Patrick Trophy geehrt. Seine Zeit in New York endete 1992, als er nach einem Eigentümerwechsel durch Don Maloney ersetzt wurde. 1995 wurde er selbst in die Hockey Hall of Fame gewählt.
1993 übernahm Torrey die Position des Präsidenten bei den ebenfalls neu in die NHL aufgenommenen Florida Panthers. Diese Funktion hatte er bis 2001 inne, als er sich auf allen Ämtern zurückzog, nachdem er die Geschicke der Panthers zudem ein Jahr als General Manager geleitet hatte. Er blieb dem Team allerdings über viele Jahre in beratender Funktion erhalten. Im Jahre 2010 ehrten ihn die Panthers, indem sie die Trikotnummer 93 ihres Gründungsjahrs sperrten.
Bill Torrey, der aufgrund seiner zumeist getragenen Fliege den Spitznamen „Bow Tie Bill“ erhielt, verstarb am 2. Mai 2018 im Alter von 83 Jahren in West Palm Beach in seiner Wahlheimat Florida. Unter dem Hallendach der Heimspielstätte der New York Islanders hängt zu seinen Ehren ein Banner mit der Aufschrift „The Architect“ (Der Architekt) und dem Bild einer Fliege.

## Erfolge und Auszeichnungen
| - 1980 Stanley-Cup-Gewinn mit den New York Islanders - 1981 Stanley-Cup-Gewinn mit den New York Islanders - 1982 Stanley-Cup-Gewinn mit den New York Islanders - 1983 Stanley-Cup-Gewinn mit den New York Islanders - 1983 Lester Patrick Trophy | - 1995 Aufnahme in die Hockey Hall of Fame - 2001 Thomas Ebright Award - 2010 Sperrung der Trikotnummer 93 durch die Florida Panthers - 2022 Aufnahme in die AHL Hall of Fame |